# Кинетокардиографија
Кинетокардиографија је једноставан метод снимања нискофреквентних прекордијалних покрета у виду кинетокардиограма, насталог на основу покрете срца. Кинекокардиогрма се може упоређивати  нормални прекордијски обрасци временских односа са срчаним циклусом и балистокардиограмом.
Кинетокардиографија омогућава да се открију промене у срчаној активности које прате одређене болести и да се процени ефикасност лечења.

## Опште информације
Техника кинетокардиографије заснива се на претварању механичких вибрација у промене датог електричног параметра сензора, који се поставља на грудни кош испитаника. Опсези снимљених фреквенција су у опсегу од 1–25 херца. Обично се вибрације бележе на две тачке на грудном кошу, које одговарају:
- пројекцијама  леве и десне срчане коморе (2 цм лево од грудне кости) на петом ребру,
- десно од грудне кости на месту причвршћивања четвртог и петог ребра.

Снимљена крива се састоји од низа зубаца који одражавају различите фазе срчаног циклуса:
- систолу преткомора,
- синхроне и изометријске коморске контракције,
- брзо и ретардирано избацивање крви из срчаних комора,
- брзо и ретардирано вентрикуларно пуњење.